# Liste der Stolpersteine im Stuttgarter Stadtbezirk Obertürkheim
In der Liste der Stolpersteine im Stuttgarter Stadtbezirk Obertürkheim sind die
beiden
Stolpersteine aufgeführt, die im Stuttgarter Stadtbezirk Obertürkheim im Rahmen des Projekts des Künstlers Gunter Demnig an zwei Terminen verlegt wurden. Auf Betreiben der Stuttgarter Stolperstein-Initiative Neckarvororte wurde der erste Stolperstein am 29. April 2006 in Obertürkheim gesetzt, der zweite und bislang letzte im Mai 2009.

## Stolpersteine in Obertürkheim
Die Tabelle ist teilweise sortierbar; die Grundsortierung erfolgt alphabetisch nach dem Verlegeort. Die Spalte Person, Inschrift kann nach dem Namen der Person alphabetisch sortiert werden.
| Bild | Person, Inschrift                                                 | Verlegeort                   | Verlege- datum | Information            |
| ---- | ----------------------------------------------------------------- | ---------------------------- | -------------- | ---------------------- |
|      | HIER WOHNTE EMIL GÄRTTNER JG. ...                                 | Augsburger Straße 601 (Lage) | 19. Mai 2009   | Emil Gärttner (* 1896) |
|      | HIER WOHNTE MAX HELFER JG. 1893 DEPORTIERT BIESIADKA TOT 2.5.1942 | Uhlbacher Straße 88 (Lage)   | 29. Apr. 2006  | Max Helfer             |